# Elizabeth Nizan
Elizabeth (Ely) Nizan (24 aprilie 1896, București – ? martie 1969, Paris, Franța) a fost o actriță evreică franceză de origine română, una dintre cei 4 societari români ai Comediei Franceze alături de Maria Ventura, Eduard de Max, Jean Yonnel. A fost fiica lingvistului Lazăr Șăineanu și a Ceciliei Șăineanu, născută Samitca (1872-1940).
Cavaler al Legiunii de Onoare (1950).
Iată ce va spune decanul Comediei Franceze cu ocazia intrării ei ca societară la Comedia Franceză: "Farmecul dumneavoastră, Nizan, izvorăște mai ales din voce, a cărei prospețime e nemaiauzită, a cărei veselie este traversată de vagi melancolii inseparabile de orice adevărată bătrânețe tânără a celor 20 de ani, și a cărei muzică emoționantă este pe măsura unui gust distins. Auzindu-vă cândva declamând versurile lui André Rivoire, bijuterie ieftină, orgă a săracului... mă gândeam că, ascultându-vă, ni se revelează secretul artei adevărate, a cuvântului exaltat muzical, al debussysmului. Și voiam să pun arta dumneavoastră sub semnul poetei Desbordes-Valmore, ale cărei versuri le visam pe buzele dumneavoastră:
"Nu te cunoșteam, încă nu iubisem
Iubirea, dacă nu tu, cine putea să mă-nvețe
La 15 ani, întrevăzui un copil dezarmat...".
Arhiva Elizabeth Nizan se află în posesia lui Fabian Anton.

## Roluri în teatru
- 1928	Les Noces d'argent de Paul Géraldy
- 1926	Le Pélerin de Charles Vildrac
- 1925	Une visite de noces de Alexandre Dumas fils
- 1925	L'École des quinquagénaires de Tristan Bernard
- 1925	Esther de Racine
- 1925	La joie fait peur de Émile de Girardin
- 1924	La Dépositaire de Edmond Sée
- 1924	La Dépositaire de Edmond Sée
- 1924	L'Amiral de Jacques Normand
- 1923	Les Honnêtes Femmes de Henry Becque
- 1923	Rome vaincue de Alexandre Parodi
- 1922	Le Député de Bombignac de Alexandre Bisson
- 1922	L'amour veille de Robert de Flers...
- 1922	La Comtesse d'Escarbagnas de Molière
- 1921	Monsieur de Pourceaugnac de Molière
- 1921	La Coupe enchantée de La Champmeslé...
- 1921	Cléopâtre de André-Ferdinand Hérold
- 1920	Les Effrontés de Émile Augier
- 1920	La Mort enchaînée de Maurice Magre
- 1920	Paraître de Maurice Donnay
- 1919	Les Soeurs d'amour de Henry Bataille
- 1919	Le Sourire du faune de André Rivoire

## Roluri în film
- Molière, sa vie, son oeuvre (1922)
- J'accuse (1919)
- La dixième symphonie (1917)

## Volume dedicate
- Élisabeth Nizan de Aliette Henri Martin (1971)